# Abbaye Notre-Dame de Châtillon
Pour les articles homonymes, voir Abbaye Notre-Dame.
L'ancienne abbaye Notre-Dame de Châtillon (Sancta Maria de Castellione) est une abbaye située à Châtillon-sur-Seine, au nord de la Bourgogne dans le département de la Côte-d'Or. Cette abbaye de chanoines réguliers de Saint-Augustin, fondée en 1136 sous l'impulsion de Bernard de Clairvaux est affiliée à la congrégation d'Arrouaise puis en 1635 à la Congrégation de Sainte-Geneviève. Cette abbaye survit jusqu'en 1793 ; en 2014 il n'en reste plus que les bâtiments conventuels et l'abbatiale (église de l'abbaye).

## Des origines à la prospérité (XIIeauXIVesiècle)

### Origines

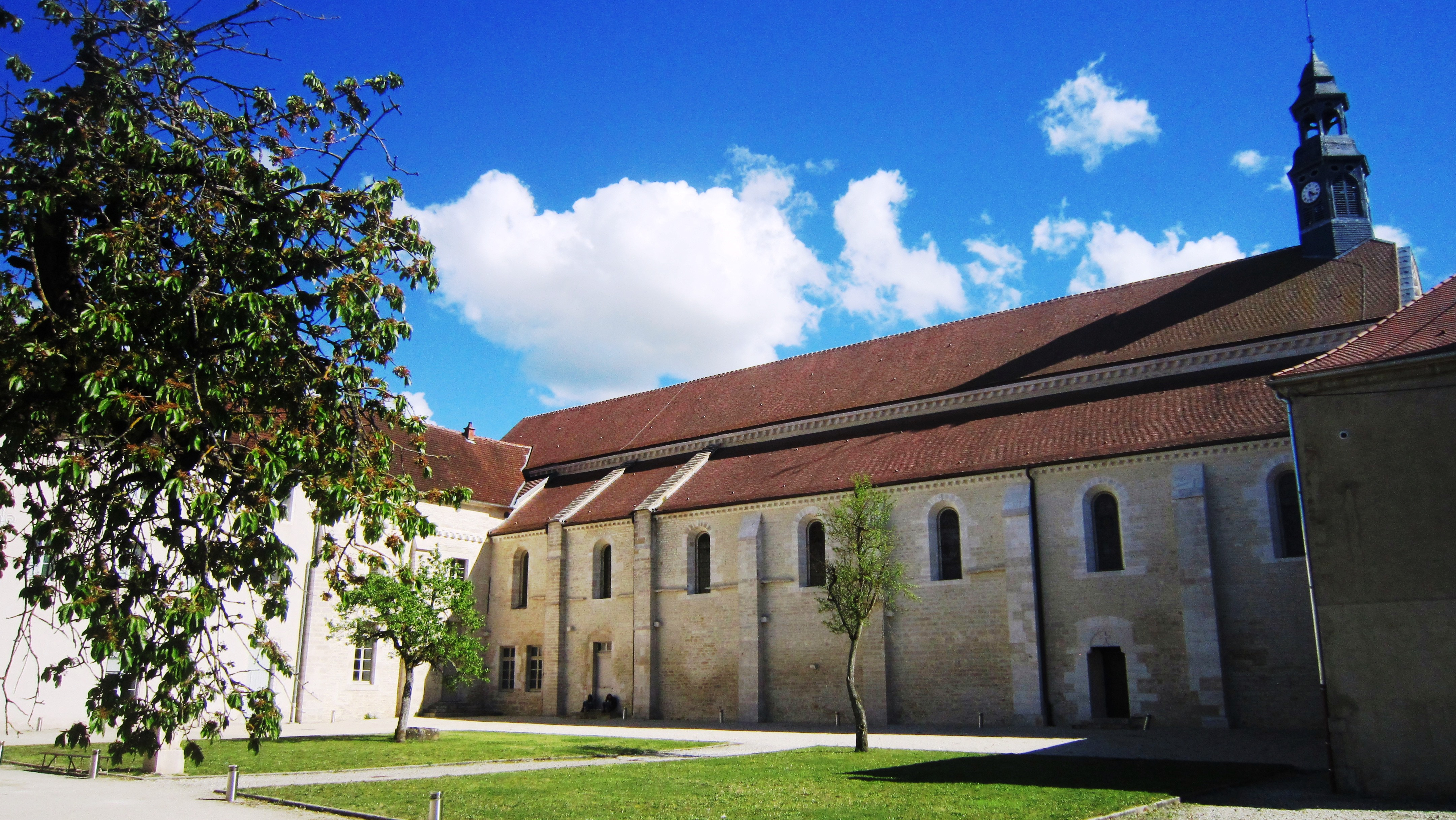
L'abbatiale Saint-Pierre et la cour intérieure.

L’abbaye Notre-Dame de Châtillon, dite Sancta Maria de Castellione, a pour origine l'ancien chapitre collégial de Saint-Vorles à Châtillon-sur-Seine, Elle était affiliée à la règle d'Arrouaise, du nom d'une abbaye d'Artois fondée en 1090, chef d'ordre de 28 maisons. L'affiliation de Notre-Dame à cette riche congrégation date officiellement de 1142. La règle d’Arrouaise a pour particularité de durcir la règle augustinienne : en plus des vœux de silence, pauvreté et chasteté, les moines doivent totalement s’abstenir de manger de la viande, et ils doivent participer aux travaux manuels, ce qui tend à les rapprocher des Cisterciens.

### L'établissement

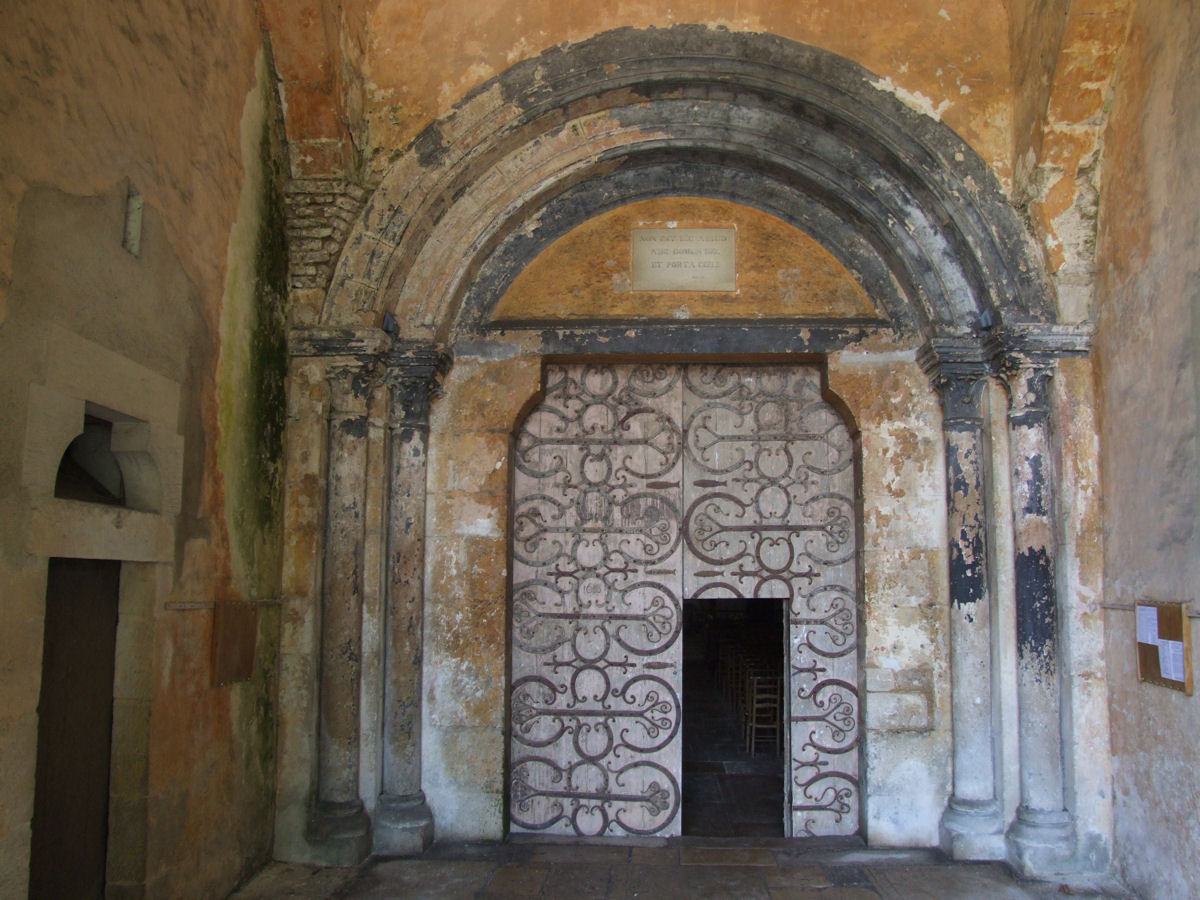
Vue de l'entrée romane de l'église.

Les chanoines réguliers, alors installés au sein de l'Église Saint-Vorles , quittent celle-ci au milieu du XIIe siècle. Ils s'installent au nord-est de la ville dans une plaine bordée par la Seine : le faubourg de Courcelles-Prévoires. La nouvelle abbaye est bâtie grâce à de nombreux dons : parmi les bienfaiteurs se trouvent trois évêques de Langres, deux ducs de Bourgogne et un comte de Champagne. L'abbaye reçoit en outre plusieurs cures des villages environnants, ainsi que celle de l'église Saint-Vorles (l'abbé devient en effet le curé primitif de cette église). D'après quelques rares témoignages, les bâtiments de l'époque médiévale étaient d’une très belle et exquise structure, d'après une description faite avant les destructions du XVIe siècle.

### L'abbaye à l'époque médiévale
L'abbaye connaît un véritable essor à cette époque. C'est un lieu qui fourmille de vie, de nombreuses personnes y sont présentes, religieuses (les chanoines, ainsi que le personnel religieux) ou laïques. La ferveur spirituelle est aussi très vivante. L'abbaye noue des contacts avec des abbayes voisines comme celles de Fontenay, du Val des Choues, ou encore de Molesme.

## Le relâchement (XIVeauXVIIesiècle)

### Une abbaye en évolution
La règle d'Arrouaise, encore bien suivie auparavant commence à montrer des signes d'affaiblissement dès le milieu du XIIIe siècle. Par exemple, la consommation de viande devient autorisée dès 1257, décision confirmée par le Pape Alexandre IV. D'autre part, les chanoines, qui doivent s'occuper des églises inféodées à l'abbaye, ont de plus en plus tendance à nommer des vicaires pour s'acquitter de ces tâches à leur place. Le vœu de pauvreté n'est plus guère respecté, les chanoines commençant en effet à accumuler des biens et à en faire profiter leurs familles. Un premier partage des biens (entre l'abbé, les chanoines et les titulaires d'offices claustraux), qui a lieu vers 1330, s'inscrit dans cette tendance. L'abbaye, jouant de son statut d'affiliée à la congrégation d'Arrouaise, échappe aux contrôles de l'évêché de Langres, ce qui accentue le relâchement. Placée sous la garde du duc de Bourgogne, l'abbaye doit aider celui-ci financièrement, mais ces engagements ne sont guère respectés. On peut aussi y ajouter le recrutement de frères convers issus de familles nobles, plus intéressés par le matériel que par le spirituel. Quelques conflits émaillent cette période, notamment avec le duc de Bourgogne en 1459, concernant la nomination du nouvel abbé.

### La décadence et la ruine
Le régime de la commende est mis en place en 1494, date à laquelle François de Dinteville Ier est nommé abbé de Notre-Dame, sans doute grâce au pape Alexandre VI. Auparavant, les abbés de Notre-Dame sont élus par leurs pairs. Ils sont désormais nommés, la plupart du temps par le roi de France. On peut y voir là une certaine forme de clientélisme, un moyen par lequel les puissants récompensent leurs serviteurs. Bien souvent, ces serviteurs acceptent cette charge par pure motivation financière. La vie spirituelle de l'abbaye entre donc en décadence.
Le conflit opposant Charles le Téméraire à Louis XI touche directement Châtillon puisqu'en 1475 la ville est envahie par les troupes royales et l'abbaye ruinée. Viennent ensuite les guerres de Religion : le pouvoir royal a besoin d'argent pour combattre le protestantisme, aussi faut-il lever de nombreuses taxes. L'abbaye doit vendre de nombreux domaines afin de pouvoir payer. Les abbés suivant ne font pas grand-chose pour relever l'abbaye de ses ruines. Guy de Montrigaud, surnommé le fléau des chanoines (flagellum religiosorum) en est un parfait exemple.
Les plus importantes destructions ont lieu à la fin du XVIe siècle, sous l'action du baron Gellan de Thénissey, nommé par Charles de Mayenne — chef de la Ligue et ennemi d'Henri IV — pour défendre la ville contre les troupes du roi : la ville de Châtillon en sort très endommagée, tout comme l'abbaye, dont la plupart des bâtiments d'origine disparaissent. L'église abbatiale peut cependant être sauvée de la ruine. Pendant ce temps, les religieux se sont réfugiés aux alentours de Châtillon.
Le calme revient en 1601, lorsque Henri IV confie la charge d'abbé à une femme — qui est aussi l'une de ses maîtresses — la comtesse Diane d'Andoins qui n'exerce bien évidemment pas la charge mais la délègue à un abbé fiduciaire qu'elle a nommé. Le Pape ne voyant pas d'un bon œil que le roi de France donne cette charge à une femme, le roi décide donc de la confier au fils d'une famille châtillonnaise, les Legrand. Quatre abbés de cette famille se succèdent durant le XVIIe siècle : la charge d'abbé tend à devenir un bénéfice familial.

## Du redressement à la chute (XVIIeetXVIIIesiècles)

### L'affiliation aux Génovéfains
Le XVIIe siècle est une période de réforme pour le catholicisme. Des réformes sont tentées à Notre-Dame mais elles n'ont pas beaucoup d'effet. En 1585 l'évêque de Langres impose aux chanoines un régime de réforme qui n'est pas respecté. Claude Esprit, simple infirmier de l'abbaye, ne supportant pas de voir l'abbaye dans cet état, va voir le roi à Troyes en 1630 pour forcer les chanoines à respecter la volonté de l'évêque et le régime de réforme de 1585. De retour à Châtillon, il est pris à partie par les chanoines et jeté en prison. Il s'évade en 1634 et se réfugie à Paris, à l'abbaye Sainte-Geneviève du Mont (située derrière l'actuel Panthéon), siège de la Congrégation de France (dite des Génovéfains). Avec l'appui du roi, il parvient à imposer l'affiliation de Notre-Dame de Châtillon à cette règle, officiellement adoptée en 1635 par l'envoi de chanoines génovéfains à Châtillon.

### L'abbaye à l'époque moderne

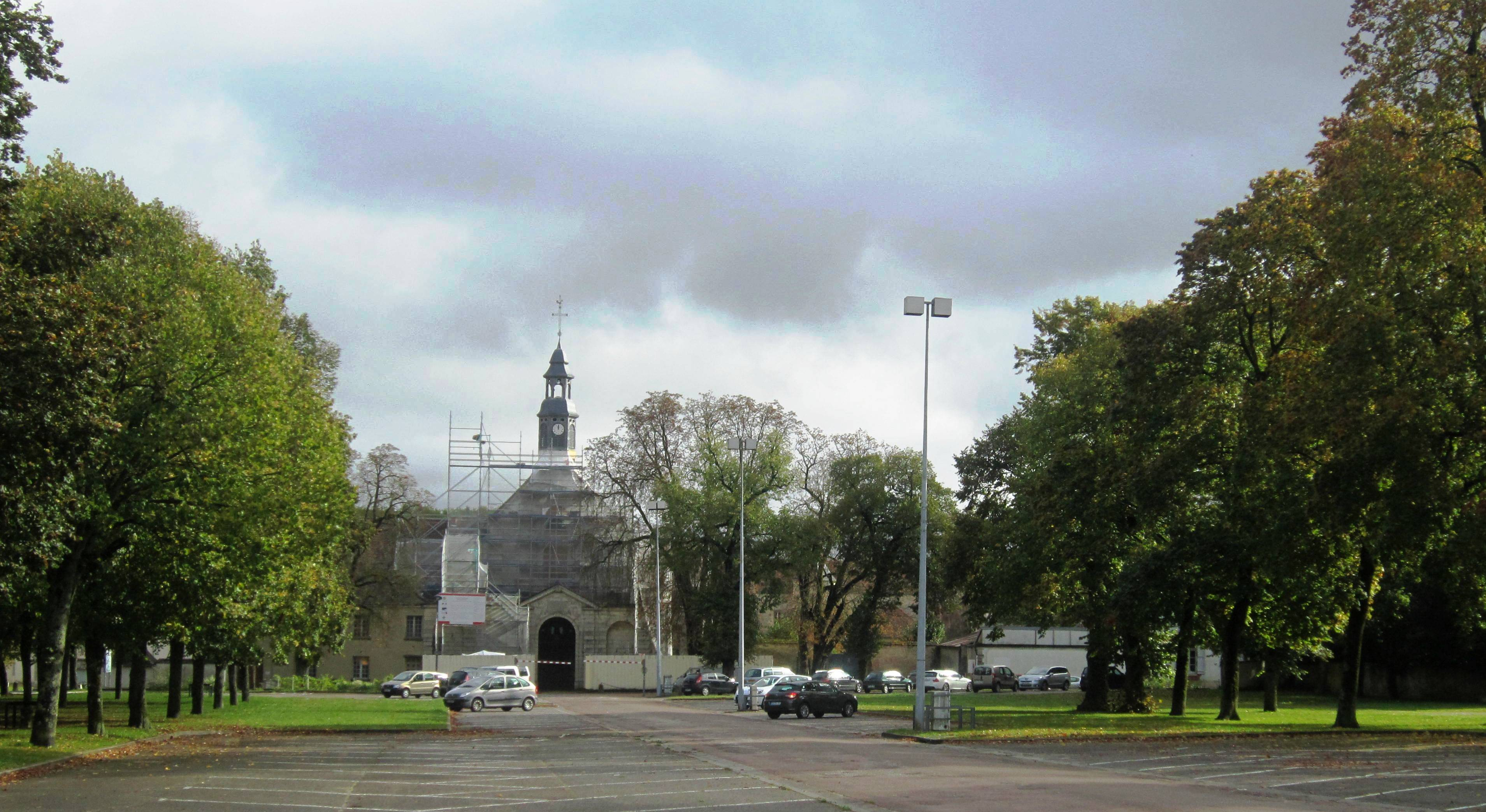
Le cours l’Abbé.

On peut observer une certaine forme de renouveau au sein de l’abbaye entre le milieu du XVIIe siècle et le XVIIIe siècle, renouveau intellectuel mais aussi retour au calme et à la règle qui sont les principes fondateurs de toute communauté monastique. Le chanoine François Hocmelle (1692-1730) symbolise bien ce renouveau puisqu'il classe les archives de l'abbaye et rédige les annales de l'abbaye sous la forme d'un cartulaire. Cela n'empêche pas les querelles de survenir, en particulier avec François le Métel de Boisrobert, favori de Richelieu, nommé abbé en 1639 mais qui aurait même détourné l'argent de l'abbaye à son profit et qui est l'objet de nombreux procès. Henri Lenet, abbé de 1662 à 1710, est sans doute l'abbé le plus connu. Il contribue à réaménager l'abbaye, ses jardins et continue les travaux entrepris par Claude Esprit. Il reste connu pour avoir aménagé une esplanade bordée d'arbres, située en face de l'abbaye, existant toujours au XXIe siècle sous le nom de Cours l'abbé. À sa mort, il lègue toute sa fortune à l'abbaye, aux chanoines, ainsi qu'à divers établissements religieux. Le dernier abbé est Louis-Marie Le Bascle d'Argenteuil, abbé de Vézelay, nommé en 1756.

### La Révolution: la fin de l'abbaye
À la fin du XVIIIe siècle, il ne reste plus que dix chanoines qui sont très vite dispersés par la tourmente révolutionnaire. Le 2 novembre 1789, les biens de l'Église deviennent des biens nationaux, grâce à un décret de l'Assemblée constituante. Le 18 mai 1790 est dressé un inventaire très complet des biens de l'abbaye qui montre l'étendue des possessions de l'abbaye. À la suite d'un arrêté du Directoire de Châtillon-sur-Seine datant du 12 mars 1791, la vente des biens de l’abbaye a lieu les 27 et 28 juin 1791. Cette vente qui touche tous les objets (195), même les plus anodins, appartenant à l'abbaye, rapporte au total 7 649 livres et 15 sols. Les domaines de l'abbaye sont quant à eux vendus séparément, aux enchères, pour des sommes très élevées. Les sommes récoltées partent remplir les caisses de la Nation.

## AuXXIesiècle
Il ne reste que peu de vestiges de l'ancienne abbaye : 
- la maison conventuelle, après avoir été un hospice, abrite depuis juillet 2009 le nouveau musée du Pays Châtillonnais ;
- l'église abbatiale, bien que fortement été remaniée au fil des siècles, existe toujours. Autrefois église Notre-Dame ou église des Génovéfains, elle est devenue la chapelle de l’hospice et rebaptisée église Saint-Pierre. En 2014, elle est toujours connue sous ce vocable et est utilisée pour le culte. Elle est classée monument historique depuis novembre 1930[10].

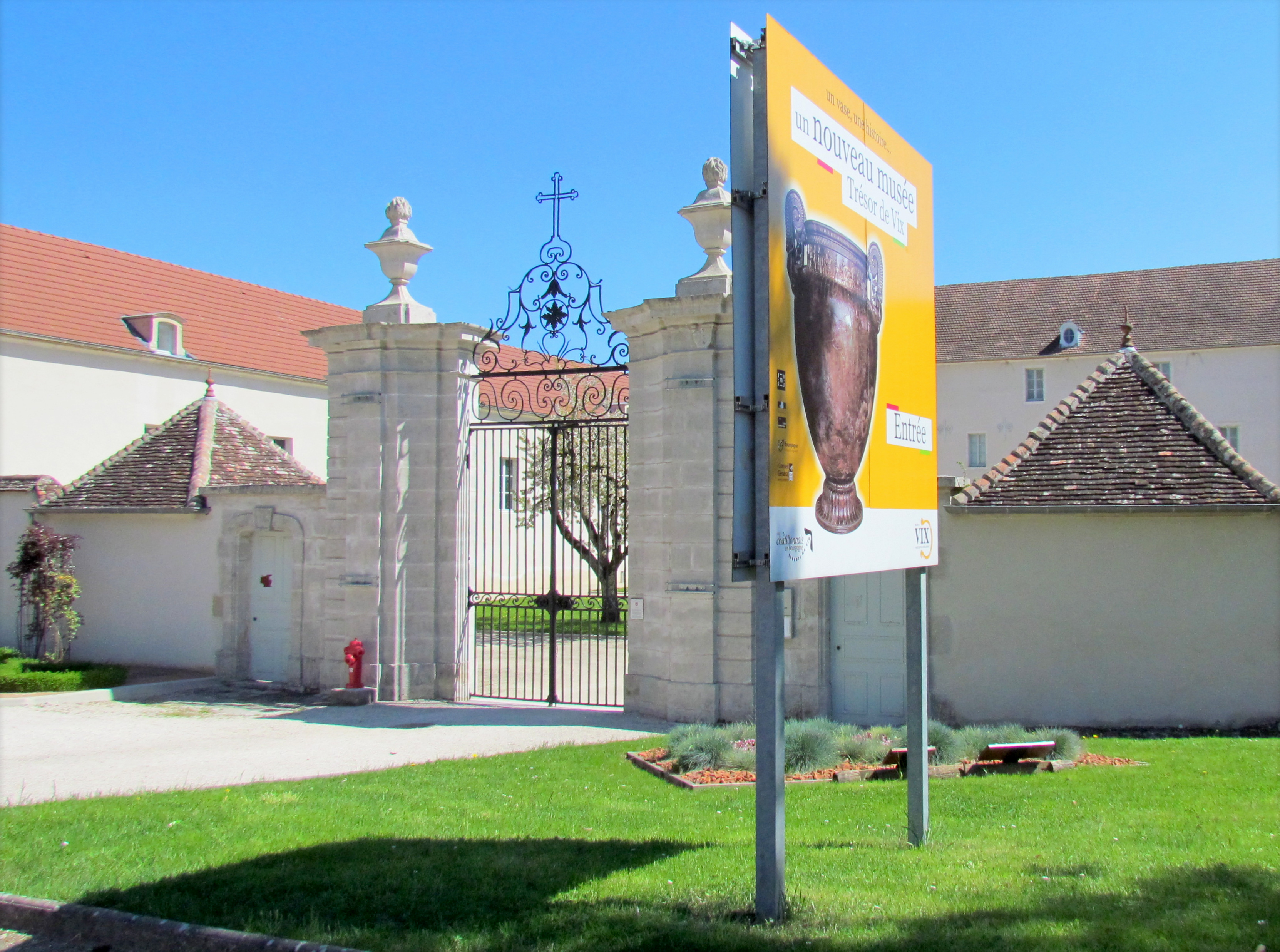
L’entrée du musée.
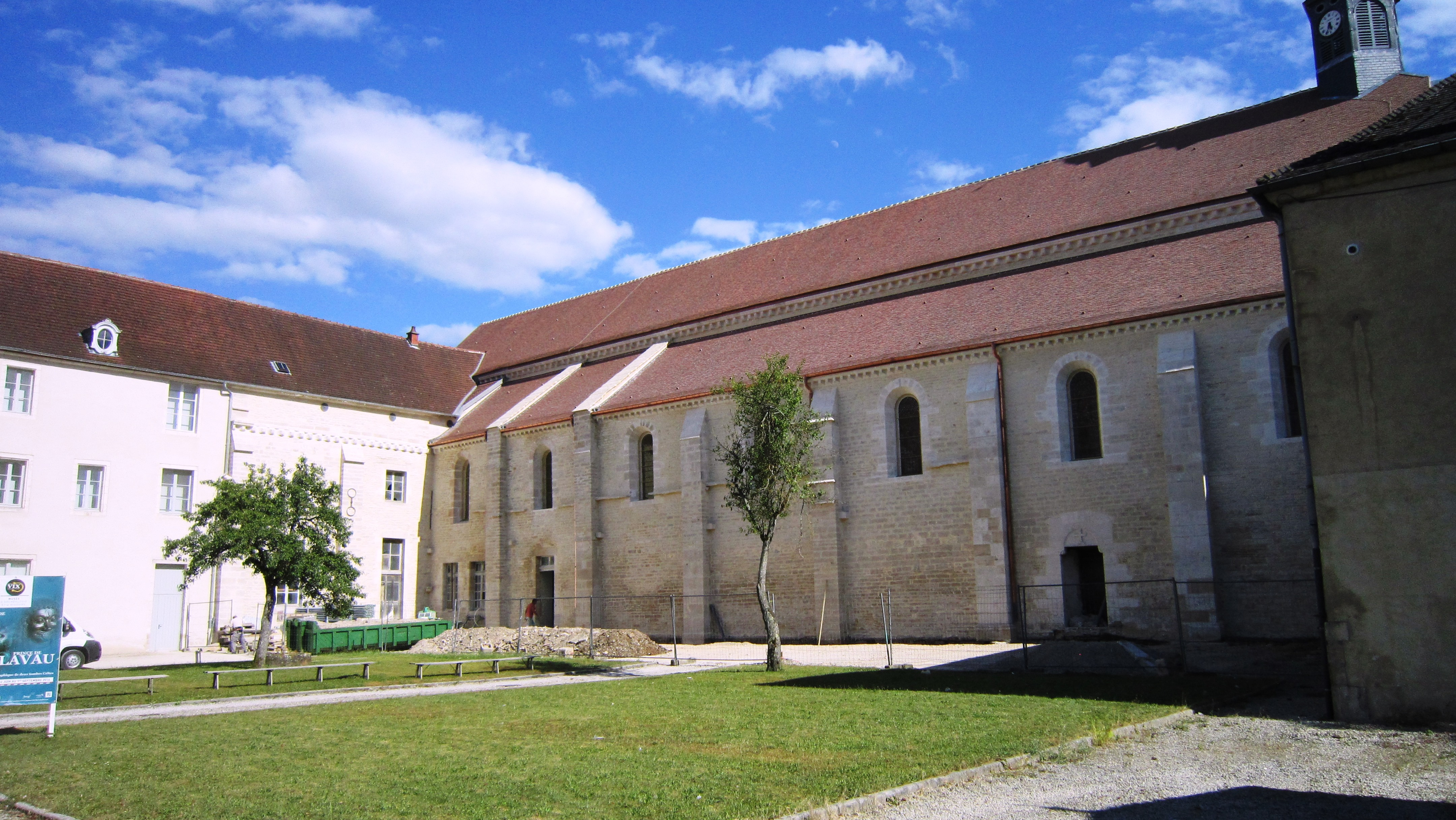
Façade  nord de l'abbatiale et cour de l’abbaye.
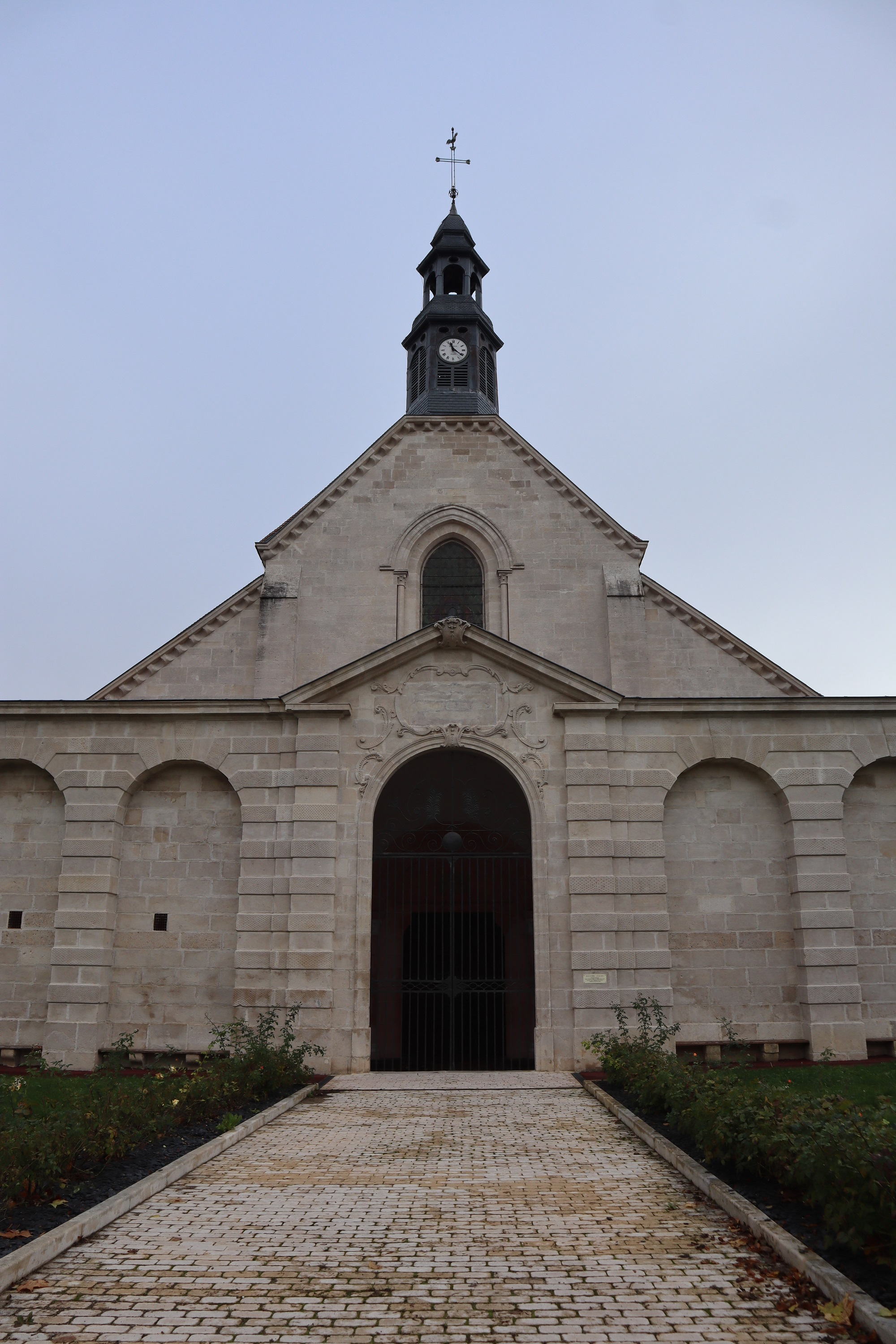
L'entrée de l'abbatiale.
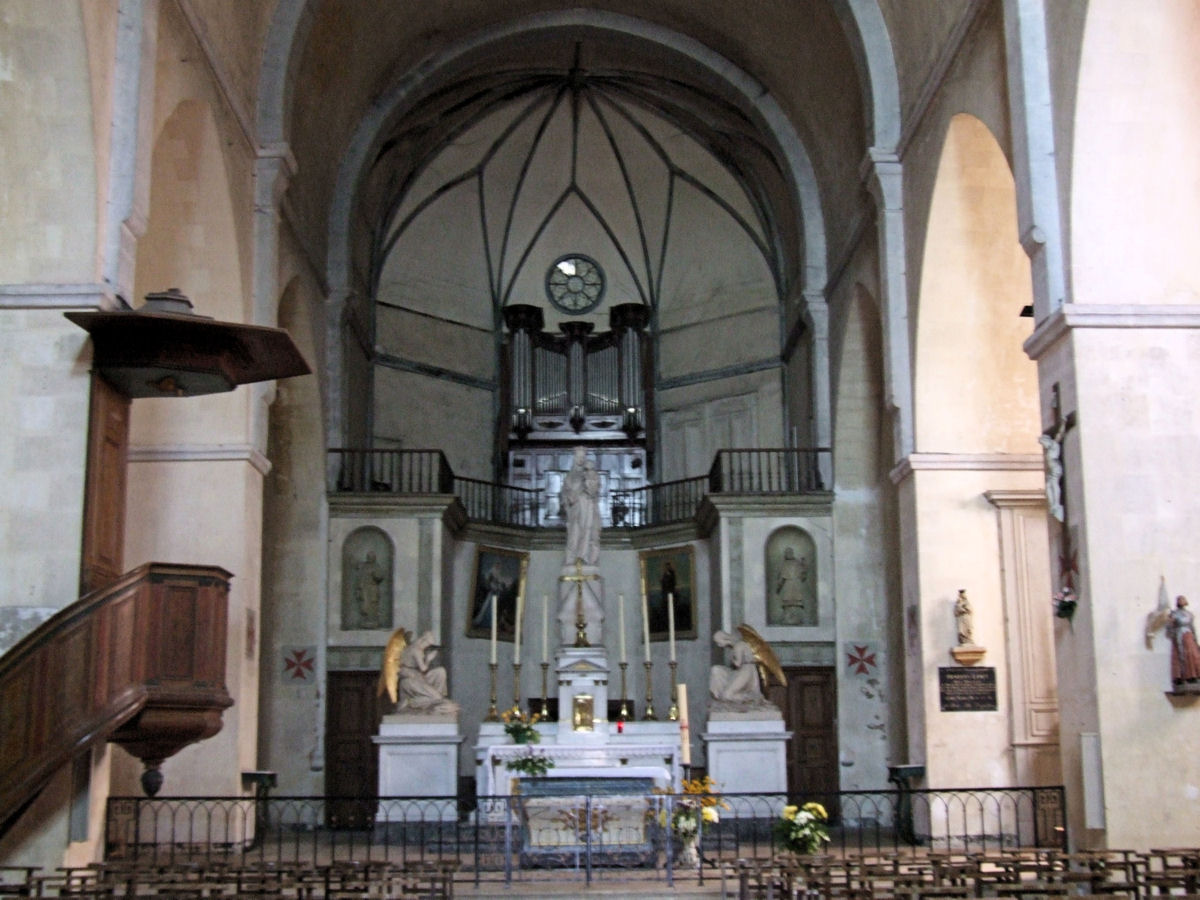
Le chœur de l'abbatiale.